# 韋謝拉巴爾卡 (韃靼布納雷區)
45°51′10″N 30°2′28″E / 45.85278°N 30.04111°E
韋塞拉-巴爾卡（烏克蘭語：Весела Балка）是位於烏克蘭西南部的村莊，由敖德萨州裡比爾霍羅德-德涅斯特羅夫斯基區的圖茲利市鎮負責管轄。該村始建於1787年，面積0.55平方公里，海拔高度4米，2001年人口237，人口密度每平方公里430.91人。